# 上海国际艺术品保税服务中心
上海国际艺术品保税服务中心是中華人民共和國上海市浦東新區的一個艺术品综合保税仓库，建筑面积6.83万平方米，於2019年9月建成，建成時該建築是全球面積最大的同類建築。安全级别為民用建築中的最高級別。該建築可以用於存儲、展览展示、拍卖、评估鉴定艺术品。開業當天，佳士得、中国嘉德国际拍卖有限公司、保利拍卖、中国拍卖协会、北京画廊协会、龙美术馆、余德耀美术馆、艺仓美术馆表達未來與上海国际艺术品保税服务中心的合作意向。2021年10月12日，首届上海自贸区艺术季在上海国际艺术品保税服务中心开幕。觀眾可以欣賞毕加索、夏加尔、皮埃尔-奥古斯特·雷诺阿、达米恩·赫斯特等人的作品。